# Leo Peter Kierkels
Leo Peter Kierkels CP (* 12. Dezember 1882 in Baexem, Niederlande; † 7. November 1957 in Rom) war ein römisch-katholischer Erzbischof und Diplomat des Heiligen Stuhls.

## Leben
Leo Peter Kierkels trat der Ordensgemeinschaft der Passionisten bei und empfing am 22. Dezember 1906 das Sakrament der Priesterweihe.
Am 23. März 1931 ernannte ihn Papst Pius XI. zum Titularerzbischof von Salamis und bestellte ihn zum Apostolischen Delegaten in Indien. Der Präfekt der Kongregation De Propaganda Fide, Wilhelmus Marinus Kardinal van Rossum CSsR, spendete ihm am 26. April desselben Jahres die Bischofsweihe; Mitkonsekratoren waren der Bischof von Oppido Mamertina, Giovanni Battista Peruzzo CP, und der emeritierte Apostolische Delegat in Indien, Erzbischof Pietro Pisani.
Am 1. Juli 1948 wurde Leo Peter Kierkels Apostolischer Internuntius in Indien. Kierkels trat am 29. Juni 1952 als Apostolischer Internuntius in Indien zurück.